# 千鳥 (隼型水雷艇)
千鳥（ちどり）は、日本海軍の水雷艇で、隼型水雷艇の4番艇である。同名艇に千鳥型水雷艇の「千鳥」があるため、こちらは「千鳥 (初代)」や「千鳥I」などと表記される。

## 艦歴
発注時の艇名は第五号百二十噸水雷艇。1898年（明治31年）8月27日、千鳥と命名。1899年（明治32年）10月18日、水雷艇に編入され一等に類別。1900年（明治33年）6月11日、フランス、ノルマン社で起工。同年6月22日、新たに「軍艦及水雷艇類別等級」が定められ、水雷艇の等級一等となる。1901年（明治34年）1月27日に進水。川崎造船所で組み立てられ、同年4月9日に竣工。
日露戦争では旅順口攻撃や、日本海海戦では第十四艇隊司令艇として夜戦に参加した。
1919年（大正8年）4月1日に除籍され、同日、雑役船に編入となり千鳥丸と改称し、曳船兼交通船に指定され横須賀海軍工廠所属となる。1920年（大正9年）7月1日、千鳥に再改称し、1923年（大正12年）2月27日に廃船となり、1926年（大正15年）4月5日に売却。